# 李碧建
李碧建（？—），男，中华人民共和国外交官，曾任中华人民共和国驻卡拉奇总领事。

## 生平
李碧建曾任驻阿富汗大使馆参赞、驻拉脱维亚大使馆政务参赞、外交部亚洲司参赞、驻印度大使馆公使衔参赞及公使。2019年12月，出任中华人民共和国驻卡拉奇总领事。2023年1月，自驻卡拉奇总领事离任。